# الأكاديمية البرازيلية للعلوم
الأكاديمية البرازيلية للعلوم (بالإنجليزية: Brazilian Academy of Sciences)‏ هي أكاديمية علوم، تأسست في 1915، في البرازيل.